# Tombe du Triclinium

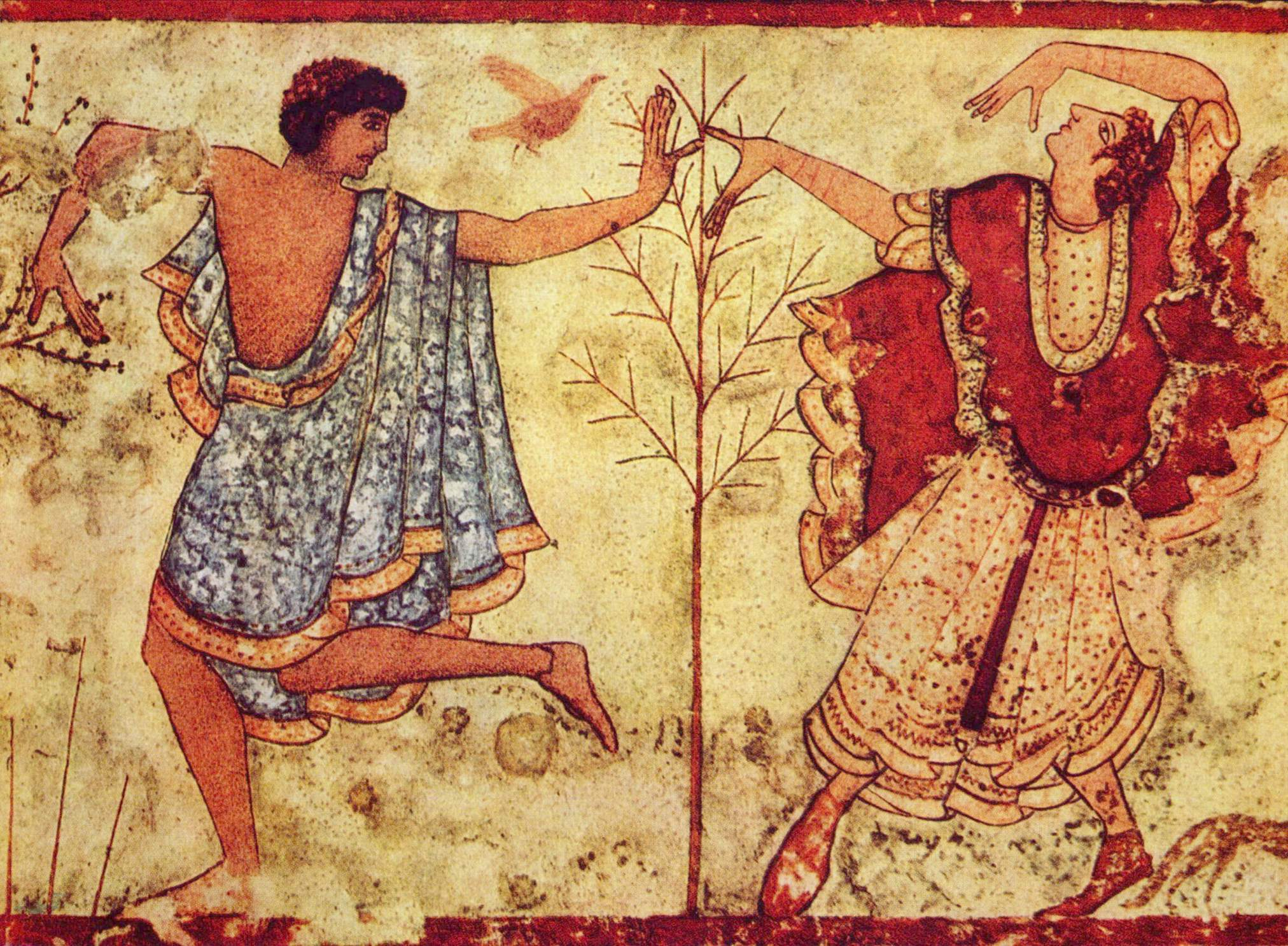
Couple de danseurs.

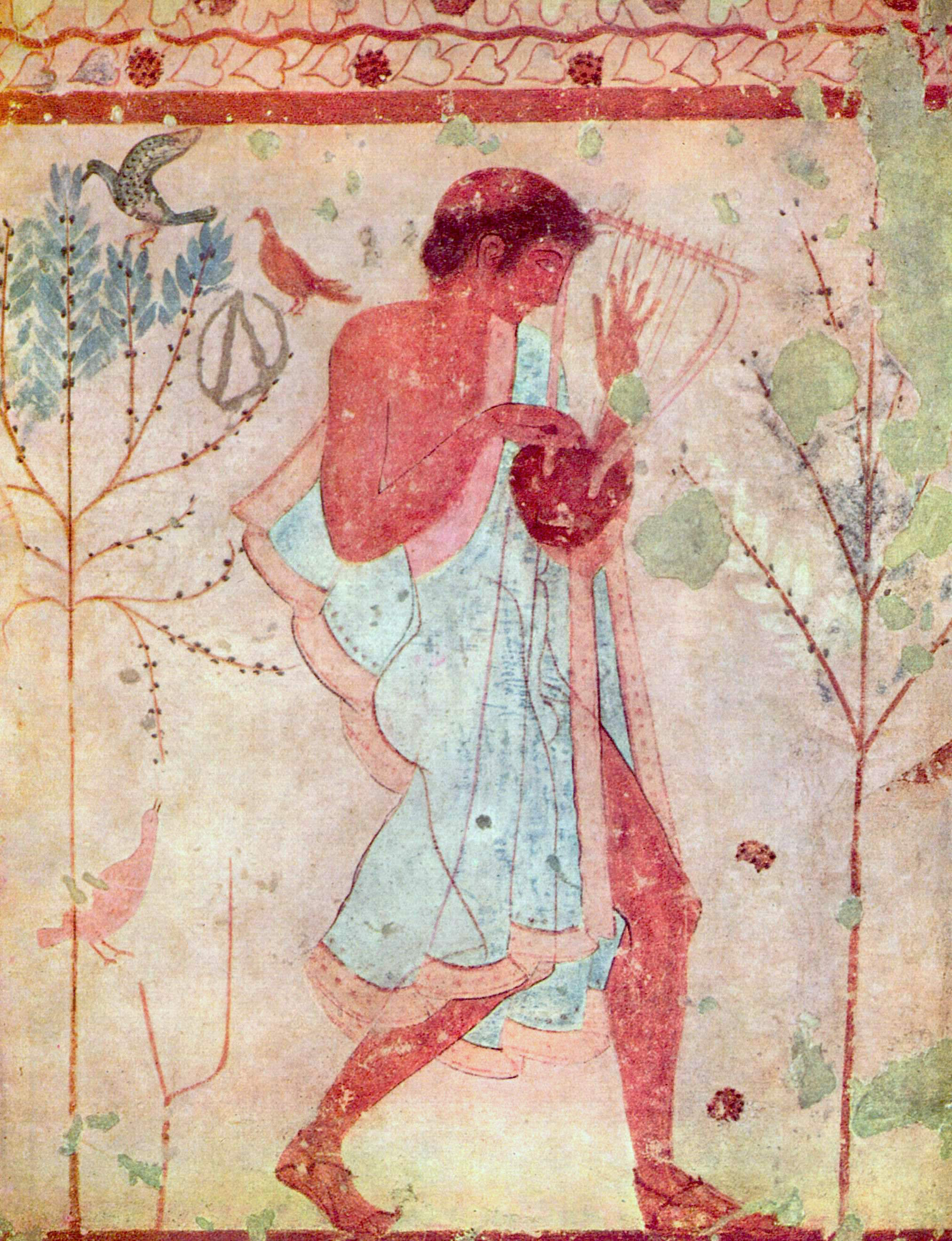
Joueur de lyre.

La tombe du Triclinium (en italien Tomba del Triclinio) est l'une des tombes étrusques peintes de la nécropole de Monterozzi datée d'environ 470 av. J.-C., dont les fresques ont été détachées puis transférées dans une reconstitution de la tombe au musée archéologique national de Tarquinia. 

## Description
Découverte en  1830 sur le site des nécropoles de Monterozzi, cette tombe hypogée à long dromos, de 4,30 m × 3,50 × 2,52 (h) prend le nom des scènes du banquet dite « du triclinium » dont les protagonistes (trois couples), allongés sur des klinai, sont distraits par des musiciens et des danseurs entourés d’oiseaux et d’oliviers, comme dans la Tombe des Léopards du même site originel.
F. Roncalli identifie les deux hommes chevaux de l’entrée comme des Dioscures.
Des personnages masculins sont revêtus de la toge taillée en demi-cercle (un des apports des Étrusques aux Romains). Les figures féminines sont revêtues du tebenna, un manteau de couleur foncée, complété d’une pèlerine.
Carlo Ruspi releva des calques et fit un fac-simile de la fresque centrale en 1832 pour le musée grégorien du Vatican, puis les fresques furent détachées en 1949 après la mise au point de la technique de transfert.